# Scapteromys aquaticus
Scapteromys aquaticus is een zoogdier uit de familie van de Cricetidae. De wetenschappelijke naam van de soort werd voor het eerst geldig gepubliceerd door Thomas in 1920.

## Voorkomen
De soort komt voor in het oosten van Centraal-Argentinië en het oosten van Paraguay.